# تابع وادارنده
تابع وادارنده در ریاضیات، تابعی را گویند که در کران‌های فضایی که در آن تعریف می‌شود به سرعت رشد کند. بسته به محیطی که این ایده به کار می‌رود تعریف‌های دقیق متفاوتی برای آن استفاده می‌شود.

## میدان‌های برداری وادارنده
یک میدان برداری f: Rn → Rn را وادارنده گویند هر گاه
{\displaystyle {\frac {f(x)\cdot x}{\|x\|}}\to +\infty {\mbox{ as }}\|x\|\to +\infty ,}
که در آن "{\displaystyle \cdot }" به معنی ضرب داخلی و {\displaystyle \|x\|} نشان دهنده نرم اقلیدسی بردار x است.
به ویژه، یک میدان برداری وادارنده نرم-وادارنده هم هست زیرا با استفاده از نامساوی کوشی-شوارتس داریم:
{\displaystyle \|f(x)\|\geq (f(x)\cdot x)/\|x\|}
برای
{\displaystyle x\in \mathbb {R} ^{n}\setminus \{0\}}

## عملگرها و صورت‌های وادارنده
یک عملگر خود الحاقی {\displaystyle A:H\to H,} که در آن {\displaystyle H} یک فضای هیلبرت است وادارنده نامیده می‌شود هر گاه وجود داشته باشد ثابت {\displaystyle c>0} به طوری که
{\displaystyle \langle Ax,x\rangle \geq c\|x\|^{2}}
برای هر {\displaystyle x} در {\displaystyle H}.
یک صورت دوخطی  {\displaystyle a:H\times H\to \mathbb {R} } وادارنده خوانده می‌شود هرگاه وجود داشته باشد ثابت {\displaystyle c>0} به طوری که
{\displaystyle a(x,x)\geq c\|x\|^{2}}
برای هر {\displaystyle x} در {\displaystyle H}.